# Vilella de Cinca
Vilella de Cinca (oficialment i en castellà, Velilla de Cinca i en aragonès, Viliella d'a Cinca) és un municipi aragonès del Baix Cinca, de llengua catalana (Franja). Amb 16,53 km², és el més petit de tota la comarca del Baix Cinca. Limita al N i a l'W amb Saidí i Vallobar, i al S i a l'E amb Fraga. La configuració morfològica del seu terreny és idèntica a la de la resta de la riba dreta del Cinca que pertany al municipi de Fraga i que es perllonga fins a Torrent; és una plataforma estesa des del curs del riu fins a l'aresta de l'altiplà dels Monegres (plans de les Menorques, de Cardell i de Buriat), que s'inicia a 180 m d'altitud al peu del vesant de la riba dreta que domina la vila.
La temperatura mitjana anual és de 14,7° i la precipitació anual, 340 mm.
El terme comprèn tres sectors ben definits; el més occidental, que és format pels vessants abruptes i erms de l'altiplà esmentat en forma de badlands, solcat pel barranc anomenat de les Valls, pel del Port i pel de Sant Valeri; la zona més oriental és formada per la plana al·luvial i regada per les séquies Nova i Vella, que reguen també l'horta de Fraga i que prenen l'aigua de l'assut o peixera de Vilella, aigua amunt del poble; i, entre aquests dos sectors, una segona plataforma estructural, inclinada cap a l'eix de la vall, que s'uneix per un talús a la plana al·luvial.
La població es comunica amb la resta de pobles de la comarca per la carretera comarcal que procedent de Mequinensa segueix la riba dreta del Cinca i continua cap a Vallobar i altres poblacions de l'interior d'Aragó.
Fora del sector de l'horta i de conreus, el terme compta amb un escàs arbrat i mates d'estepa i unes 800 ha de brolla de romaní i de farigola. Al sector de secà té unes 350 ha de blat, 942 de civada, unes 65 d'ordi, 6 de vinya, 8 d'ametllers i 18 d'oliveres. A les terres de regadiu té unes 360 ha, en les quals a més d'un poc de blat i d'ordi, es planten farratges, hortalisses de tota mena i arbres fruiters (pereres, presseguers i pomeres). La ramaderia compta amb uns 500 caps de bestiar oví, granges de porcs i també bestiar boví, el qua és en clara recessió. també té granges d'aviram, algunes de porcs i al terme hi ha una mina de lignit, d'explotació temporera, tancada als anys 1970. La producció agrícola del terme és lligada a la Cooperativa Agrícola Les Planes.
Vilella de Cinca és el terme menys poblat de la comarca i el que acusa més fortament el despoblament general que experimenten tots els seus municipis llevat de Fraga. En segle i mig ha perdut gairebé el 55% del seu poblament: el 1877 tenia 1,121 habitants i des d'aleshores ha experimentat una constant decreixença, que li dona els 497 ha del 2023.

## Història
Vilella de Cinca recorda una altra Vilella, propera al Segre, antecessora de Vilanova de Fontanet (avui la Bordeta). Ambdós eren petites caseries que nasqueren de la conquesta. Vilella de Cinca serà una continuació de l'antic lloc de Daimús, d'origen àrab, que depenia inicialment de la baronia de Fraga, si bé formant comunitat o entitat a part. Com a Membre de la baronia de Fraga, passà després del 1149 al domini de la casa de Montcada.
Per la tradicional protecció que la casa de Montcada va dispensar al monestir trinitari de Vinganya, el lloc de Daimús i la caseria de Vilella foren cedits a aquell monestir. Poc després que el rei Jaume II hagué tornat la senescalia a Guillem de Montcada i d'Aragó, descendent de Constança, filla natural de Pere el Catòlic, aquell rei va confirmar, el 1322, els privilegis, delmes i primícies de la casa trinitària de Vinganya i entre ells consta el lloc de Daimús i la caseria de Vilella de Cinca. El lloc no depenia de la comunitat masculina del dit convent, sinó de la femenina, fundad el 1250 per la infanta Constança d'Aragó; per això fou a aquesta comunitat de monges a la que el rei va vendre el 1326 la possessió total de Vilella, que anava creixent a costes de Daimús.
També Alfons el Benigne el 1330 confirmà un privilegi respecte al dret monetari que sobre Vilella i Daimús tenia el convent trinitari. Igualment, Joan I, el 1387, atorgà permís a la comunitat de Vinganya per a reedificar la fortalesa del Castellar, damunt la plana de Vilella, a l'objecte de defensar els interessos de la casa sobre aquesta població, que gaudia d'un fur especial en tarifes fiscals en relació amb d'altres pobles d'Aragó. El 13 de gener de 1295. Jaume II exigí als pobles de la Ribera de Cinca l'impost de a cena, en virtut del qual es mantenia la casa i la familia reial de queviures i llenya al seu pas per les viles i ciutats del reialme, cosa que provocà queixes d'algunes aldees, com la de Daimús, pels abusos que comportava. Igualment passà amb l'impost de la questia, també a benefici de la corona.
Si Vilella era un poble nou, en augment, en canvi Daimús, d'antiquíssim origen, ja a la fi del segle XIV estava en plena decadència. Tant aquest poble com el lloc del Castellar, una fortalesa àrab, contenent vestigis ibero-romans, amb un extens jaciment i ceràmica de l'edat del ferro.
Vilella deixà de pertànyer a la comunitat de religioses trinitàries devers el segle XVI, en què el monestir de Vinganya perdé les seves monges, a causa d'una terrible pesta estesa pel Baix Ebre. Des de llavors ja no se'n sap res. El poble seguirà el mateix destí polític de la comarca que ja coneixem, amb la particularitat que el 1720 era un ajuntament del corregiment de Barbastre i no de Saragossa.
Com a fets contemporanis, cal dir que Vilella va córrer la mateixa sort que els llocs de Fraga, Miralsot, Cardell i també la de Torrent de Cinca, amb la presencia del cap carlí R. Arbonès el 1836, del general Ramon Cabrera el 1838; el 1848 rebé la visita dels malfactors de Vallfarta, mentre que dos mesos després, hi acudí la facció de Nasarre, un dels membres de la quadrilla d'en Ramonet, tots a cavall, després d'haver entrat a Vallmanya.
Dates important en la història de Vilella
- El 4 de juny del 1252 el rei Jaume el Conqueridor donà a Ramon de Montcada el castell de Vilella, a la ribera del Cinca.
- El 6 de desembre del 1255 Ramon de Montcada vengué Vilella al monestir d'Avinganya.
- El 3 de juny del 1326 el rei Jaume II de Mallorca confirmà els documents de 1252 i 1255.
- El 1610 pertanyia als "frades d'Avinganya, de Catalunya".

## Festes
- 29 de gener - Sant Valeri
- 17 de febrer - Sant Valeret (Festes patronals)
- 10 d'agost - Sant Llorenç

## Demografia
Aquest poble del Baix Cinca ha patit una disminució de l'11% de la població en la darrera dècada passant dels 499 habitants del 1996 als 441 del 2005.
| 1900 | 1910 | 1930 | 1940 | 1950 | 1960 | 1970 | 1981 | 1986 | 1992 | 1999 | 2004 |
| ---- | ---- | ---- | ---- | ---- | ---- | ---- | ---- | ---- | ---- | ---- | ---- |
| 980  | 993  | 851  | 818  | 823  | 760  | 658  | 569  | 556  | 519  | 478  | 441  |

## Monuments
- Parròquia de Sant Llorenç. És l'edifici més monumental de la població i té una arquitectura barroca, semblant a les de Saidí i Torrent de Cinca. Consta d'una nau amb capelles i té la façana amb portal amb columnes i nínxols a sobre i frontis senzill. El campanar és de planta quadrada.[2]

- Ermita romànica de Sant Valeri (S.XIII), al despoblat de Daimús.[1]
  - Orientació litúrgica invertida.

## Cultura
- Necròpolis d'època romana, que va ser reemprada en època medieval.